# Żuromin
Żuromin là một thị trấn thuộc huyện Żuromiński, tỉnh Mazowieckie ở trung-đông Ba Lan. Thị trấn có diện tích 11 km². Đến ngày 1 tháng 1 năm 2011, dân số của thị trấn là 8810 người và mật độ 788 người/km².